# James Somersett
James Somersett ou Somerset, esclave noir afro-américain, a été libéré en 1772 par l'arrêt Somersett, dans lequel il a été jugé par Lord Mansfield que le maître d'un esclave ne pouvait l'obliger à quitter l'Angleterre contre sa volonté. Bien que n'ayant pas aboli en droit l'esclavage, l'arrêt Somersett est néanmoins considéré comme ayant marqué l'abolition de facto de l'esclavage en Angleterre, bien avant son abolition de jure en 1833.

## Histoire
James Somersett était un jeune esclave acheté en Virginie en 1749 par un certain Charles Stuart. Celui-ci était au service du gouvernement anglais et voyageait pour son travail, accompagné de Somersett qui alors n'avait pas de prénom.
En 1769, Stuart et Somersett se rendirent en Angleterre où Somersett fit la connaissance de personnes impliquées dans le mouvement anti-esclavagiste, notamment l'activiste Granville Sharp. Somersett fut alors baptisé sous le nom de James.
En 1771, James Somersett s'enfuit. Stuart proposa une récompense et Somersett fut repris. Stuart le mit alors à bord d'un navire en partance vers la Jamaïque où il devait être revendu. Les parrains de baptême de Somersett découvrirent ce qu'il était devenu. Ils allèrent devant la Cour Royale (King's Bench) et obtinrent une ordonnance d'habeas corpus qui ordonnait au capitaine du navire de présenter Somersett en personne à la Cour, ce qui fut fait.
À cette époque, l'opinion publique avait une mauvaise image de l'institution de l'esclavage. Devant la Cour Royale, la plus haute juridiction d'Angleterre, Somersett plaida pour sa libération, avec l'aide de groupes anti-esclavagistes, contre Stuart, qui avait l'appui de planteurs des Caraïbes intéressés à la continuation de l'esclavage.
Dans l'affaire Somersett, le président de la Cour Royale, Lord Mansfield, rendit le 22 juin 1772 l'arrêt suivant :
« La situation d'esclave est d'une telle nature qu'elle n'a pu être instituée pour aucune raison morale ou politique, mais uniquement par une loi promulguée, qui reste en vigueur longtemps après que la raison, l'occasion, et les circonstances mêmes où elle a été créée ont disparu de la mémoire. Cette situation est si odieuse que rien ne peut être invoqué pour la soutenir, sinon la loi. Quels que soient les inconvénients qui pourront être la conséquence de ma décision, il m'est impossible de dire que cette situation est permise ou approuvée par la loi de l'Angleterre, et donc ce Noir doit être considéré comme libre. »
Cette décision fit jurisprudence : en l'absence de loi positive justifiant explicitement l'état d'esclave en Angleterre, tout esclave fugitif sur le sol anglais ne pouvait être remis à son propriétaire.

## Après l'arrêt Somersett
Bien que l'arrêt Somersett ait créé un précédent légal pour affirmer que l'esclavage est illégal en Grande-Bretagne, et bien que le servage ait disparu depuis des siècles, cela n'arrêta pas la participation des Britanniques au commerce d'esclaves et à la pratique de l'esclavage dans le reste de l'Empire britannique. Cinq ans plus tard, à la fin des années 1770, James Boswell écrivit à Samuel Johnson pour lui donner le compte rendu d'un jugement prononcé par la Cour suprême d'Écosse dans une nouvelle affaire d'esclavage, « encore plus considérable que l'affaire Somersett » selon Boswell : l'affaire Joseph Knight, Africain employé comme esclave en Jamaïque. L'avocat Maclaurin reçut les félicitations de Johnson pour son plaidoyer en faveur de Knight.
C'est seulement en 1807 que le Parlement décida de supprimer la traite africaine, et l'esclavage continua dans plusieurs régions de l'Empire britannique sous différentes formes. C'est la loi d'abolition de 1833 qui mit fin à l'esclavage de plantation dans les Caraïbes, à la Colonie du Cap et à l'Île Maurice. Cependant, à cause de l'arrêt Somersett, il n'y a jamais eu de loi pour abolir l'esclavage en Grande-Bretagne, où cela n'avait jamais été légal. C'est la section IV de la loi d'abolition de 1833, libérant tout esclave transporté en Grande-Bretagne avec l'autorisation du propriétaire, qui eut pour effet d'abolir légalement l'esclavage en Grande-Bretagne.
Les résolutions déposées en 1841 par Joshua Reed Giddings devant la Chambre des représentants des États-Unis, à l'occasion de l'Affaire de la Creole, reprennent les termes de l'arrêt Somersett.